# 吳維聰
吳維聰，浙江乌程人，明朝政治人物。举人出身。
万历四十四年，擔任廣東廣州府永安縣知縣（現紫金縣知縣）。后由朱朝錦接任。